# Kalvö
Kalvö, (även Kalvöarna), ö belägen i Kalvöarkepilagen norr om Torsö i Mariestads skärgård i Vänern. Ursprungligen två öar, Hemön och Österön. Hemön var bebodd fram till 1963, bostadshus och ladugård finns kvar och används numera som sommarstuga. En ovanligare rest från tiden då det bedrevs jordbruk här är de långa stenbryggor som förbinder Hemön och Österön.
Större delen av Kalvö är naturreservat och fågelskyddsområde. Ön med sina många vikar är ett populärt resmål för badgäster. Det finns inte någon fast förbindelse till Kalvö.